# Palaeophylia nigritarsis
Palaeophylia nigritarsis là một loài bọ cánh cứng trong họ Chrysomelidae. Loài này được Jacoby miêu tả khoa học năm 1891.